# Nawab xứ Bengal và Murshidabad
Nawab của Bengal (tiếng Bengal: বাংলার নবাব) là người cai trị cha truyền con nối của Subah Bengal thuộc Đế quốc Mogul (Ấn Độ). Nawab của một phiên vương quốc hoặc tỉnh tự trị có thể so sánh với danh hiệu Đại Công tước tại Châu Âu. Vào đầu thế kỷ XVIII, Nawab của Bengal là nhà cai trị độc lập trên thực tế của ba vùng Bengal, Bihar và Orissa, tạo thành quốc gia có chủ quyền ngày nay là Bangladesh và các bang Tây Bengal, Bihar và Orissa của Ấn Độ. Họ thường được gọi là Nawab của Bengal, Bihar và Orissa (tiếng Bengali: বাংলা, বিহার ও ওড়িশার নবাব). Nawab đặt trị sở tại Murshidabad nằm ở trung tâm của Bengal, Bihar và Orissa. Nawab tiếp tục phát hành tiền xu dưới danh nghĩa của Hoàng đế Mogul. Nhưng đối với tất cả các mục đích thực tế, Nawab đã cai trị với tư cách là những quốc vương độc lập. Bengal tiếp tục đóng góp phần ngân quỹ lớn nhất vào ngân khố hoàng gia Mogul ở Delhi. Nawab, được hậu thuẫn bởi các chủ ngân hàng như Jagat Seth, đã trở thành trụ cột tài chính của triều đình Mughal. Trong thế kỷ XVIII, các Nawab ở Bengal là một trong những nhà cai trị giàu có nhất trên thế giới.
Nawab của Bengal đã trị vì Bengal trong một giai đoạn tiền công nghiệp hóa. Tam giác Bengal-Bihar-Orissa là một trung tâm sản xuất chính cho vải bông muslin, vải lụa, đóng tàu, thuốc súng, diêm tiêu và đồ kim loại. Các nhà máy được thiết lập tại Murshidabad, Dhaka, Patna, Sonargaon, Chittagong, Rajshahi, Cossimbazar, Balasore, Pipeli và Hugli cùng các thành phố, thị trấn và cảng khác. Khu vực này trở thành cơ sở cho Công ty Đông Ấn Anh, Công ty Đông Ấn Pháp, Công ty Đông Ấn Đan Mạch, Công ty Đông Ấn Áo, Công ty Ostend và Công ty Đông Ấn Hà Lan.
Công ty Đông Ấn Anh cuối cùng đã cạnh tranh với quyền lực của Nawab để kiểm soát Bengal. Sau cuộc vây hảm Calcutta năm 1756, trong đó lực lượng của Nawab đánh chiếm căn cứ chính của Anh - Pháo đài William (Ấn Độ), Công ty Đông Ấn Anh đã điều động một hạm đội do Robert Clive chỉ huy, người đã đánh bại Nawab độc lập cuối cùng là Siraj-ud-Daulah trong trận Plassey năm 1757. Mir Jafar được đưa lên làm Nawab bù nhìn. Người kế vị của ông là Mir Qasim đã cố gắng đánh bật người Anh ra khỏi Bengal nhưng không thành. Thất bại của Nawab Mir Qasim ở Bengal, Nawab Shuja-ud-Daula của Bang Oudh, và Hoàng đế Mogul Shah Alam II trong trận Buxar năm 1764 đã mở đường cho sự bành trướng của Anh trên khắp Tiểu lục địa Ấn Độ. Vương quốc Mysore ở phía Nam Ấn Độ do Tipu Sultan lãnh đạo đã vượt qua Nawab của Bengal để trở thành chế độ quân chủ giàu có nhất của tiểu lục địa; nhưng điều này chỉ tồn tại trong thời gian ngắn và kết thúc với Chiến tranh Anh-Mysore. Người Anh sau đó chuyển hướng sang đánh bại Đế quốc Maratha và Đế quốc Sikh.
Năm 1772, Toàn quyền Warren Hastings chuyển các văn phòng hành chính và tư pháp từ Murshidabad đến Calcutta, thủ đô của Thuộc địa Bengal mới thành lập; và thủ đô trên thực tế của Ấn Độ thuộc Anh. Nawab đã mất tất cả thẩm quyền độc lập kể từ năm 1757. Năm 1858, chính phủ Anh bãi bỏ thẩm quyền tượng trưng của triều đình Đế quốc Mogul. Sau năm 1880, hậu duệ của Nawab của Bengal được công nhận với một tước hiệu mới gọi là Nawab của Murshidabad (tiếng Bengal: মুর্শিদাবাদের নবাব) với vị thế như một tước hiệu quý tộc cha truyền con nối nằm trông hệ thống các Phiên vương quốc ở Ấn Độ thời bầy giờ.

## Lịch sử

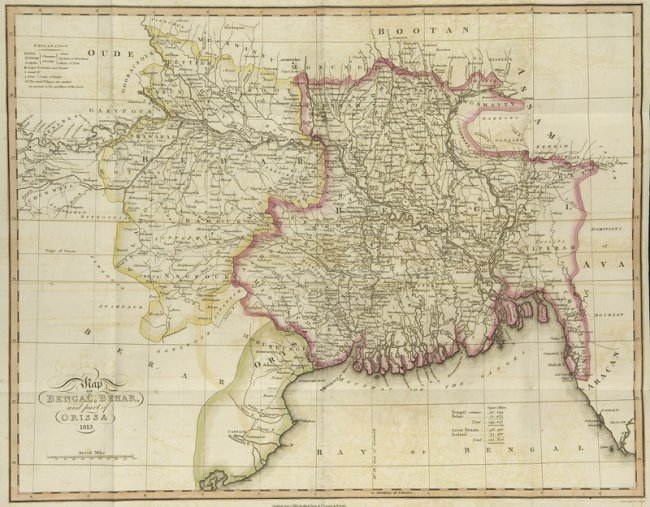
Bản đồ của Bengal, Bihar và Orissa dưới sự cai trị của người Anh. Bản đồ tương ứng với lãnh thổ Nawab của Bengal.

### Các Nawab độc lập khỏi Đế quốc Mogul
Subah Bengal là subah (tỉnh) giàu có nhất của Đế chế Mogul. Nizamat (thống đốc) và diwani (thủ tướng) là hai viên quan đại diện cho hai nhánh chính của chính quyền cấp tỉnh dưới thời Mogul. Subahdar (đứng đầu chính quyền tỉnh) phụ trách vai trò của Thống đốc gọi là nizamat và có một loạt các quan chức cấp dưới hỗ trợ công việc hành pháp, bao gồm các diwan (thủ tướng) chịu trách nhiệm về doanh thu và các vấn đề pháp lý. Sự phân quyền theo khu vực của Đế chế Mogul đã dẫn đến việc tạo ra nhiều thành trì bán độc lập ở các tỉnh Mogul. Khi Đế chế Mogul bắt đầu suy tàn, các Nawab đã lên nắm quyền.  Đến đầu những năm 1700, Nawab trên thực tế độc lập trong lãnh thổ mình cai quản, mặc dù có cống nạp danh nghĩa cho triều đình Mogul.
Triều đình Mogul phụ thuộc tài chính rất nhiều vào Subah Bengal vì nó là tỉnh giàu có nhất của tiểu lục địa Ấn Độ. Azim-us-Shan, phó vương Mogul của tỉnh Bengal, đã có một cuộc tranh giành quyền lực gay gắt với thủ tướng của ông (diwan) Murshid Quli Khan. Hoàng đế Aurangzeb đã chuyển Azim-us-Shan ra khỏi Bengal do tranh chấp. Sau sự ra đi của phó vương, thủ tướng tỉnh Murshid Quli Khan nổi lên với tư cách là người cai trị trên thực tế của Bengal. Ông ta đã hợp nhất các văn phòng của diwan (thủ tướng) và subedar (phó vương) về tay mình sau một cuộc đảo chính. Năm 1716, Murshid Quli Khan chuyển thủ đô của Bengal từ Dhaka đến một thành phố mới mang tên mình. Năm 1717, Hoàng đế Mogul Farrukhsiyar công nhận Murshid Quli Khan là Nawab cha truyền con nối. Quyền tài phán của Nawab bao gồm các quận của Bengal, Bihar và Orissa. Lãnh thổ của Nawab trải dài từ biên giới với Oudh ở phía tây đến biên giới với Vương quốc Arakan ở phía đông.

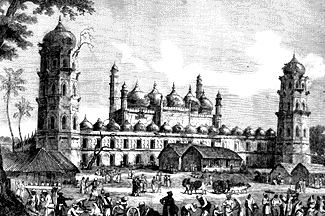
Bản phác thảo của caravanserai và nhà thờ Hồi giáo ở Murshidabad

Cấp phó của các Nawab là Naib Nazim của Dhaka, thị trưởng của đô thành Dhaka (nay là thủ đô của Bangladesh), nhân vật này có một khối tài sản kếch xù; Naib Nazim của Dhaka cũng cai quản phần lớn miền đông Bengal. Các quan chức quan trọng khác đóng quân ở Patna, Cuttack và Chittagong. Tầng lớp quý tộc bao gồm những Zamindars của Bengal. Nawab được hậu thuẫn bởi gia đình Jagat Seth quyền lực gồm các chủ ngân hàng và người cho vay tiền. Jagat Seth kiểm soát dòng doanh thu từ Bengal vào ngân khố hoàng gia Đế quốc Mogul ở Delhi. Họ từng là nhà tài chính cho cả Nawab và các công ty châu Âu hoạt động trong khu vực.
Nawab thu được nhiều lợi nhuận từ thương mại Muslin ở Bengal (một loại vải cotton dệt trơn), loại vải này được bán đi khắp thế giới, với trung tâm là Dhaka và Sonargaon. Murshidabad là một trung tâm sản xuất lụa chính. Việc đóng tàu ở Chittagong đáp ứng được nhu cầu của Đế quốc Ottoman và châu Âu. Patna là một trung tâm gia công kim loại và khu liên hợp công nghiệp-quân sự. Vùng Bengal-Bihar là nơi xuất khẩu lớn thuốc súng và đá tiêu. Nawab đã cai trị một kỷ nguyên phát triển trong lĩnh vực ngân hàng, thủ công mỹ nghệ và các ngành nghề khác.